# سعيد سليمان
سعيد سليمان سالم (مواليد 18 أبريل 1999) لاعب كرة قدم إماراتي من مواليد الإمارات يجيد اللعب كمدافع مع نادي شباب الأهلي في دوري الخليج العربي الإماراتي .

## مسيرة اللاعب
بدأ مع نادي شباب الأهلي و أعير إلى نادي حتا ونادي عجمان وعاد بعدها إلى نادي شباب الأهلي.

## روابط خارجية
- سعيد سليمان على موقع قاعدة بيانات كرة القدم.إي يو (الإنجليزية)
- سعيد سليمان على موقع Soccerway.com (الإنجليزية)